# Riethgen
Riethgen település Németországban, azon belül Türingiában. Lakosainak száma 242 fő (2022. december 31.).

## Népesség
A település népességének változása:
| Lakosok száma | 237  | 228  | 241  | 242  |
|               | 2017 | 2019 | 2021 | 2022 |